# For the Boys
For the Boys (br: Para Eles, com Muito Amor) é um filme estadunidense de 1991, do gênero drama musical,  dirigido por Mark Rydell.

## Sinopse
Em 1942, o artista e comediante Eddie Sparks está no auge do sucesso. É quando ele conhece e se junta à talentosa novata Dixie Leonard. Por cinco décadas, os dois divertirão as tropas estadunidenses e, fora dos palcos, travarão uma guerra pessoal que esconde um amor impossível.